# ردپای دیجیتال

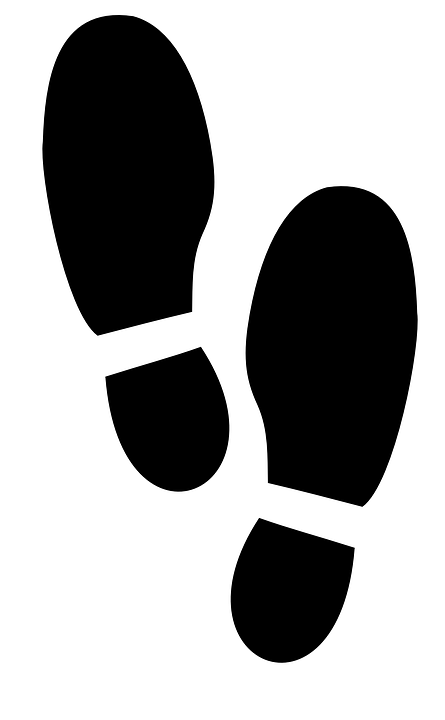

ردپای دیجیتال یا سایه دیجیتال به کنش‌ها، رفتار‌ها و ارتباطات دستگاه‌های الکترونیکی در اینترنت گفته می‌شود. در وب جهان‌گستر، ردپای اینترنتی به نام‌های «سایه سایبری»، «ردپای الکترونیک» یا «سایه دیجیتال» شناخته می‌شود. ردپای اینترنتی یعنی اطلاعاتی که کاربر اینترنت در هنگام وبگردی از خود به جا می‌گذارد و به صورت کوکی اچ‌تی‌تی‌پی نگهداری می‌شود. واژه کاربر معمولاً به یک شخص حقیقی گفته می‌شود. اما می‌تواند درباره کسب‌وکار یا سازمان نیز به کار رود.
دو دسته داده کنش‌دهنده و کنش‌پذیر برای ردپای دیجیتال وجود دارد. ردپای دیجیتال کنش‌پذیر، داده‌ای است که بدون آگاهی کاربر، از او گردآوری می‌شود که به خروجی داده نیز شناخته می‌شود. در حالی که ردپای دیجیتال کنش‌دهنده، داده‌ای ست که کاربر عمداً از خود در وبگاه یا شبکه‌های اجتماعی همرسانی می‌کند. ممکن است اطلاعات، خواسته یا ناخواسته از سوی کاربر، باقی بمانند و به شکل کنش‌پذیر یا کنش‌دهنده یا دیگر کَسان علاقه‌مند، گردآوری شود. حتی امکان دارد دستیابی به داده دیگر کاربران با یک جستجوی اینترنتی ساده، فراهم شود. حلقه بسته، داده را از حلقه باز می‌گیرد و آن را به شکل ورودی داده تازه در اینترنت در می‌آورد. داده تازه، نشان می‌دهد که کاربر به چه چیزهایی واکنش داده یا بر چه چیزهایی اثر گذاشته‌است. بازخورد آن، ساخت ردپای دیجیتال بر پایه داده شبکه‌های اجتماعی و پیش‌بینی و کنترل کاربران در برابر اخبار و رفتارهای اجتماعی و سیاسی است. الکترونیکی‌سازی بر هم‌کنش‌های انسانی و هوشمندسازی واکاوی‌های اینترنتی، مشکلات بسیاری را برای امنیت و مشارکت‌های برخط فراهم می‌کند. پیامد این مشکلات در هر دو بخش پیشینه و امروزی کاربری دیجیتال، آشکار است.

## گونه‌ها
ردپای دیجیتال منفعل، بسته به موقعیت، می‌تواند به شیوه‌های گوناگون، ذخیره شود. در یک محیط برخط، ممکن است ردپا به صورت یک "برخورد" در یک پایگاه داده برخط ذخیره شود. ممکن است در هنگام ساخته شدن این ردپا، نشانی آی‌پی کاربر، ردیابی شود ‌و بعدا جایی که از آن می‌آید تحلیل شود. در یک محیط برون‌خط، ممکن است ردپا در یک پرونده ذخیره شود که برای مدیر سیستم در دسترس باشد تا کارهای انجام‌شده با آن دستگاه را ببیند؛ بدون اینکه بداند چه کسی آن‌ها را انجام داده است.
ردپای دیجیتال فعال نیز می‌تواند بسته به موقعیت، به شیوه‌های گوناگون، ذخیره شود. در یک محیط برخط، یک ردپا می‌تواند با ورود کاربر به یک وبگاه، در هنگام ایجاد یا تغییر یک پست با نام ثبت‌شده مرتبط با آن ذخیره شود. در یک محیط برون‌خط اگر کاربر از کی‌لاگر رایانه استفاده کند، ممکن است ردپا در یک پرونده ذخیره شود. بنابراین لاگ‌ها، کارهایی را که با رایانه انجام شده و کسانی که آن را انجام داده‌اند را نشان می‌هند. یکی از ویژگی‌های کی‌لاگر این است که برای یافتن هرگونه تغییر، بر بریده‌دان نظارت می‌کند. این مسئله می‌تواند هنگامی که کاربر، گذرواژه‌ای را کپی می‌کند یا نماگرفتی از اطلاعات حساس می‌گیرد، مشکل‌ساز باشد.

## مسائل حریم شخصی
ردپای دیجیتال، مانند هویت دیجیتال یا گذرنامه نیست. اما درونمایه و فراداده گردآوری‌شده آن، بر حریم خصوصی اینترنت، اعتماد، امنیت، آبروی دیجیتال و توصیه‌ها تاثیر می‌گذارد. با گسترش جهان دیجیتال و آمیختن آن با جنبه‌های بیشتری از زندگی روزانه، اهمیت مالکیت داده و حقوق آن بیشتر می‌شود. رقابت بین حریم شخصی و آشکار بودن داده، موضوعی جنجالی در ردپای دیجیتال است. اسکات مک‌نیلی، مدیر عامل اجرایی و بنیان‌گذار سان مایکروسیستمز، در ۱۹۹۹ (میلادی) درباره نگرانی حریم شخصی در اینترنت گفته بود: "حریم شخصی شما صفر است. بپذیریدش." این گفته، پس از آن، تبدیل به یک گفتاورد رایج درباره حریم شخصی داده و کاری که شرکت‌ها با آن می‌کنند شد.
طرف‌های ذی‌نفع، به دلایل مختلف، از ردپای اینترنتی استفاده می‌کنند. مانند بررسی آنلاین که مصاحبه‌کنندگان می‌توانند شرکت‌کنندگان را بر پایه عملکرد برخط آنها ارزیابی کنند. سازمان‌های اجرای قانون نیز از ردپای اینترنتی استفاده می‌کند تا به دلیل نبود وجود علت احتمالی، اطلاعاتی در دسترس باشند که به شکل دیگری در دسترس نبودند. به علاوه، بازاریاب‌ها می‌توانند از ردپای دیجیتال، برای معرفی یک کالا به کاربر علاقه‌مند به آن استفاده کنند یا بر پایه علاقه کاربر به یک کالا، بر علاقه‌مندی او به کالای دیگری نیز تاثیر بگذارند.
ممکن است سامانه‌های شبکه‌های اجتماعی، کنش‌های مردم را ضبط کنند و داده، تبدیل به یک جریان زنده شود. چنین استفاده از رسانه‌های اجتماعی و خدمات رومینگ، به داده ردیابی دیجیتال اجازه می‌دهد که علایق، گروه‌های اجتماعی، رفتارها و موقعیت مکانی فرد را نیز در بر بگیرد. چنین داده‌ای از حسگرهای دستگاه‌ها به دست می‌آید و بدون آگاهی کاربر، گردآوری و تحلیل می‌شود. بسیاری از وبگاه‌های رسانه‌های اجتماعی، مانند فیس‌بوک، اطلاعات بی‌اندازه زیادی گردآوری می‌کنند که با کنار هم گذاشتن آنها می‌توان جزئی‌ترین ویژگی‌های شخصیتی کاربر را شناسایی کرد. اطلاعات به دست‌آمده از رسانه‌های اجتماعی، مانند شمار دوستان کاربر می‌توانند درونگرا یا برونگرا بودن کاربر را پیش‌بینی کنند.
همانطور که گفته شد می‌توان از ردپای دیجیتال برای پی‌بردن به اطلاعات شخصی، مانند صفات جمعیت‌شناختی، گرایش جنسی، نژاد، دیدگاه‌های سیاسی و دینی، شخصیت، یا هوش افراد، استفاده نمود. اما هم‌زمان بدون آگاهی مردم، می‌تواند ویژگی‌های روان‌شناختی خصوصی فرد را در معرض دید همگان بگذارد. نگاشت زندگی مردم، نمونه‌ای از گردآوری بدون تبعیض اطلاعات زندگی و رفتار فرد است. می‌توان با انجام کارهایی، ردیابی ردپای دیجیتال را سخت کرد. از نمونه‌های فاش شده استفاده از تفسیر مسیر داده می‌توان در تاثیرگذاری فیس‌بوک بر رده‌بندی‌های اعتبارسنجی، بازرسی‌های قضایی پیرامون دانشمند علوم اجتماعی آلمانی آندری هولم، تبلیغ نامه‌های ناخواسته از سوی شرکت آمریکایی تجهیزات اداری آفیس‌مکس یا سانحه مرگ اِلِن ریچاردسون، شهروند کانادا، در مرز با ایالات متحده آمریکا، اشاره کرد.

این نشان‌واره نشان می‌دهد که ردپای دیجیتال یک نفر در اینترنت پیدا شده است. این نشان می‌دهد چه کسی از طریق فضای مجازی به رسانه دسترسی دارد.

## سازمان‌های اطلاعاتی
ردپای دیجیتال، اهمیت حیاتی برای سازمان‌های اطلاعاتی دارد؛ زیرا با استفاده از آن، همه رفتارها، موقعیت مکانی و دیدگاه‌های مردم را زیر نظر می‌گیرند تا جلوی هرگونه تهدید تروریستی، آفند یا بزهکاری را بگیرند و مخالفت‌های سیاسی را سرکوب کنند. برخی وبگاه‌های شبکه اجتماعی، مانند فیس‌بوک و دیگر شرکت‌های فناوری اطلاعات آمریکایی، مانند یاهو!، اپل، گوگل، مایکروسافت، یوتیوب و اسکایپ بدون حکم دادگاه، داده همه کاربران خود را در اختیار آژانس امنیت ملی آمریکا می‌گذارند. آژانس امنیت ملی، این داده را در برنامه‌های نظارتی گوناگون، مانند پریزم استفاده می‌کند تا یک ردپای دیجیتال کامل از تک‌تک مردم جهان که از اینترنت استفاده می‌کنند بسازد.

## تاثیر بر نیروی کار
پزشکان، بسیار در اینترنت جستجو می‌شوند که باعث می‌شود ردپای دیجیتالِ بسیار مهمی درباره آن‌ها ساخته شده و باقی بماند. ردپای دیجیتال، هویت برخط یک شخص بر پایه شخصیت یا شرایط کاری او است. اما همچنین بر پایه کنش‌های او در اینترنت نیز ساخته می‌شود. امروزه، بیشتر مردم برای جستجو درباره پزشکان و خواندن نظرات به اینترنت مراجعه می‌کنند. این، اطلاعات زیادی برای ساخت و نگهداری یک ردپای دیجیتال خوب است. در هنگام پژوهشی درباره اینکه چگونه نهادهای گوناگون از ردپای دیجیتال یک نفر استفاده می‌کنند، یافت شد که ۱۰ وبگاه برتر پزشکی مجاری ادراری، بر پایه موقعیت مکانی ظاهر شدند و این، داده واقعی بر پایه هویت دیجیتالی شخص ارائه می‌کند که می‌تواند باعث سود یا زیان یک کسب‌وکار شود. ردپای دیجیتال، بر پایه تعامل‌های شخص در رسانه‌های اجتماعی، مانند پست یا بیان دیدگاه‌ها نیز ساخته می‌شود. این کار، با دانستن هویت واقعی کسی که هویت دیجیتال او رهگیری می‌شود، داده واقعی را پدید می‌آورد که تعامل برخط را امن‌تر می‌سازد.
نه‌تنها پزشکان تحت تاثیر ردپای دیجیتال خود قرار می‌گیرند، بلکه هر کسی که ردپای دیجیتال داشته باشد نیز تحت تاثیر قرار خواهد گرفت؛ به ویژه کسانی که در نهایت، وارد بازار کار می‌شوند. احتمال دارد که یک کارفرما در فرایند استخدام، ردپای دیجیتال کارجویان را بررسی کند. کسانی که ردپای دیجیتال بدی دارند یا شخصیت خوبی از آن‌ها نشان نمی‌دهد برای پیدا کردن کار، دچار مشکلات زیادی می‌شوند.

## تاثیر بر نوجوانان
نه‌تنها همه کسانی که می‌خواهند وارد بازار کار شوند باید نگران ردپای دیجیتال خود باشند، بلکه این اطلاعات به نوجوانان هم مربوط می‌شود. داشتن ردپای دیجیتال می‌تواند برای دانش‌آموزان نیز خطرناک باشد. زیرا در هنگام درخواست ورود به دانشگاه به عنوان دانشجو یا کارمند، ممکن است دانشگاه، به پروفایل‌های برخط متقاضی نگاه بیندازد. این کار می‌تواند بر همه آینده زندگی آن دانش‌آموز تاثیر زیادی داشته باشد. اگر نوجوانان از تاثیری که ردپای دیجیتال‌شان بر آینده آن‌ها می‌گذارد آگاه شوند، تلاش بیشتری در این زمینه می‌کنند. در عوض، کسانی که به این تاثیر، بی‌توجه هستند ممکن در هنگام ورود به دانشگاه یا بازار کار دچار مشکلات زیادی شوند. ردپای دیجیتال نوجوانانی که می‌خواهند تحصیلات بالاتری داشته باشند به عنوان بخشی از فرایند بررسی درخواست تحصیلی، بررسی می‌شود. چنین روندی برای بررسی درخواست کمک مالی و بورس تحصیلی نیز وجود دارد.

## ساخت ردپای دیجیتال مثبت
تاثیر منفی ردپای دیجیتال می‌تواند دلهره‌آور باشد و باعث شود فرد، برای نداشتن ردپای دیجیتال، کلا از رسانه‌های اجتماعی دوری کند. اما اگر شخص با دقت فکر کند و بی‌احتیاطی نکند، ردپای دیجیتال می‌تواند مفید هم باشد. کارشناسان توصیه می‌کنند که مردم در تلاش برای از بین‌بردن ردپای دیجیتال، حساب‌های کاربری خود را پاک نکنند و به‌جای آن برای ایجاد ردپای دیجیتال جذاب، کارهای زیر را انجام دهند:
- درباره خودتان پژوهش کنید: با انجام این کار درمی‌یابید چه اطلاعاتی درباره شما وجود دارد و بخشی از ردپای دیجیتال شما است.[۳۹][۴۰]
- پیش از پست یا بیان دیدگاه فکر کنید: این باعث می‌شود که پیش از آنکه چیزی، بخشی از ردپای دیجیتال شما بشود، درباره آن بهتر تصمیم بگیرید. کارشناسان می‌گویند کسانی که همه احتمالات ممکن را درنظر نمی‌گیرند ممکن است در هنگام کاریابی، دچار مشکل شوند.[۴۱]
- ویژگی‌ها و خصوصیات جذاب خود را برجسته کنید: استفاده از اینترنت و رسانه‌های اجتماعی برای برجسته کردن بهترین ویژگی‌ها و خصوصیات شخص، باعث می‌شود فرد، شخص مثبتی به نظر بیاید. از آنجا که مشخص شده که ردپای دیجیتال در فرایند درخواست‌های تحصیلی و کاری ارزیابی می‌شود، بنابراین درخواست‌کنندگان باید از این برتری استفاده کرده تا جذاب به نظر برسند.[۴۲]

## سامانه نرم‌افزاری تور
سامانه نرم‌افزاری تور بهترین مرورگر وب برای اینترنت‌گردی بدون برجا گذاشتن ردپای دیجیتال است. اگر از مرورگر موزیلا فایرفاکس با بیشترین تنظیمات امنیتی استفاده شود، این مرورگر در جایگاه دوم قرار می‌گیرد.